# Krasna Dąbrowa
Krasna Dąbrowa – wieś w Polsce położona w województwie mazowieckim, w powiecie radomskim, w gminie Pionki. Ma status sołectwa.
Wieś została założona pod koniec XVIII wieku.
Urodził się tu Leon Pająk (ur. 5 października 1909, zm. 26 listopada 1990 w Kielcach) – porucznik Wojska Polskiego, obrońca Westerplatte, odznaczony Orderem Virtuti Militari.
W latach 1957–1975 miejscowość administracyjnie należała do województwa kieleckiego, następnie w latach 1975–1998 do województwa radomskiego.
Wierni Kościoła rzymskokatolickiego należą do parafii św. Maksymiliana Kolbego w Bogucinie.